# German Ruano
Germán Giovanni Ruano González (nacido 17 de octubre de 1971), popularmente conocido como El Chino, es un ex defensor de fútbol guatemalteco anterior que jugó la mayoría de su carrera para CSD Municipal en la liga nacional de fútbol de Guatemala, y era también un miembro de la Guatemala equipo nacional.

## Carrera
Nacido en Ciudad de Guatemala, Ruano, un excepcional lateral derecho con gran solidez defensiva y excepcionales habilidades en ataque, empezó su carrera con lado local CD Suchitepéquez. Llegó a Municipal en 1993, traído por entrenador Horacio Cordero a Municipal, donde quedaría durante 16 años, ganando 12 títulos de liga y cinco copas locales, por ello es considerado una de los jugadores más galardonados en la historia del club. En el 2008, fue el segundo miembro activo más antiguo del club luego de Juan Carlos Plata.
Después de terminar segundo en el torneo de clausura 2008–2009, Municipal no renovó su contrato, y Ruano, quién llevó el número 17 en su camisa durante su carrera, anunció su retiro.

## Carrera internacional
Ruano hizo su debut para Guatemala en diciembre de 1995 en un partido contra Panamá por la Copa de Naciones UNCAF y a partir de ahí sumó 57 capitanías en el próximos seis años, apareciendo en un total 19 partidos durante los procesos de clasificación a las Copas Mundiales de 1998 y 2002. También jugó cuatro partidos en la Copa de Oro de 1996 de la CONCACAF y dos partidos en la Copa de Oro de la CONCACAF de 1998 .
Su último partido internacional fue en enero de 2001 partido de calificación a la copa mundial de fútbol del 2002 en contra Costa Rica, un juego qué también marcado el fin de las carreras internacionales de sus compañeros del equipo nacional Jorge Rodas y Edgar Valencia.

## Honores
Club
- 12 títulos de Liga Mayor/ Liga Nacional ganador: 1993-94, Clausura 2000, Apertura 2000, Reordenamiento 2001, Clausura 2002, Apertura 2003, Apertura 2004, Clausura 2005, Apertura 2005, Clausura 2006, Apertura 2006, Clausura 2008
- 5 títulos de la Copa de Guatemala: 1994, 1995, 1998, 2003, 2004
- 2 títulos de Campeón de Campeones (Super Copa): 1994, 1997[5]

## Vida personal
German Ruano es dueño y administrador de las canchas de GreenField en la zona 4 de Mixco junto con Claudio Ariel Rojas.
Para las elecciones del 2011, German Ruano fue candidato a diputado distrital por el partido VIVA.